# Clasificación para la Copa Asiática 2023
La clasificación para la Copa Asiática de la AFC 2023 fue el proceso de clasificación organizado por la Confederación Asiática de Fútbol (AFC) para determinar los equipos que participaron en la Copa Asiática de la AFC 2023. Fue la 18.ª edición del campeonato internacional de fútbol masculino de Asia. Desde el año 2019, la final de la Copa Asiática es disputada por 24 equipos. Desde el año 2004 hasta 2015 participaban 16 equipos.
El proceso de clasificación incluyó cuatro rondas, donde las dos primeras se duplicaron como la clasificación de la Copa Mundial de la FIFA Catar 2022 para los equipos asiáticos.

## Formato
La estructura de clasificación fue la siguiente:
- Primera ronda: 12 equipos. Los seis ganadores avanzaron a la segunda ronda. Los partidos se jugaron a eliminatoria a doble partido, donde cada equipo jugó como local en un partido.
- Segunda ronda: 40 equipos. Participaron los 34 mejores ranqueados y los seis ganadores de la primera ronda.
  - Se dividieron en ocho grupos de cinco equipos. Los partidos se jugaron a eliminatoria a doble partido, donde cada equipo jugó como local en un partido. Los ocho ganadores de grupo y los cuatro mejores subcampeones de grupo avanzaron a la tercera ronda de clasificación para la Copa Mundial de la FIFA, además de clasificarse para las finales de la Copa Asiática de la AFC.
  - Los siguientes 16 equipos mejor clasificados (los cuatro segundos de los grupos restantes, los ocho equipos ubicados en tercer lugar y los cuatro mejores equipos ubicados en cuarto lugar) avanzaron directamente a la tercera ronda de clasificación de la Copa Asiática.
  - Los 12 equipos restantes entraron en la ronda de play-off para disputar los ocho puestos restantes en la tercera ronda de clasificación para la Copa Asiática.
- Ronda de play-off: Hubo dos rondas de partidos de play-off de ida y vuelta que determinaron los últimos dos clasificados para la tercera ronda.
- Tercera ronda: Los 24 equipos se diviediron en seis grupos de cuatro para jugar partidos de ida y vuelta todos contra todos, y compitieron por las plazas restantes de la Copa Asiática.

## Participantes
Las 46 naciones afiliadas a la FIFA de la AFC ingresaron a la etapa de clasificación. Para determinar qué naciones competirían en la primera ronda y qué naciones lo harían a contar de la segunda ronda se utilizó el ranking mundial de la FIFA de abril de 2019. Para la ubicación de los equipos en la segunda ronda y en los sorteos de la tercera ronda, se espera que se utilicen los ránquines FIFA más recientes antes de esos sorteos.
Debido al formato conjunto de las eliminatorias de la Copa del Mundo y de la Copa Asiática, tanto Catar (país anfitrión de la Copa del Mundo 2022) como China (nación anfitriona de la Copa de Asia 2023 en ese momento) también participaron en la segunda ronda de clasificatorios de la Copa Asiática.
Se aplicaron las siguientes restricciones:
- Las Islas Marianas del Norte, que no son miembros de la FIFA, no pueden participar.

- Timor Oriental no pudo participar en la clasificación de la Copa Asiática luego de que se descubrió que había seleccionado un total de 12 jugadores no elegibles en los partidos de clasificación de la Copa Asiática de la AFC 2019, entre otras competiciones. Sin embargo, como la FIFA no los excluyó de la clasificación de la Copa Mundial, a Timor Oriental se le permitió ingresar a la competencia, pero no fue elegible para clasificarse para la Copa Asiática.

- Como Líbano y Siria indicaron que no viajarían a Palestina, no fueron agrupados junto con Palestina.[1][2]

## Primera ronda
El sorteo para la primera ronda tuvo lugar el 17 de abril de 2019 a las 11:00, hora de Malasia (UTC+8), en la casa de la AFC en Kuala Lumpur, Malasia.

### Partidos
| Equipo 1 | Agr. | Equipo 2       | Ida | Vuelta |
| -------- | ---- | -------------- | --- | ------ |
| Mongolia | 3–2  | Brunéi         | 2–0 | 1–2    |
| Macao    | 1–3  | Sri Lanka      | 1–0 | 0–3    |
| Laos     | 0–1  | Bangladés      | 0–1 | 0–0    |
| Malasia  | 12–2 | Timor Oriental | 7–1 | 5–1    |
| Camboya  | 4–1  | Pakistán       | 2–0 | 2–1    |
| Bután    | 1–5  | Guam           | 1–0 | 0–5    |

## Segunda ronda
El sorteo para la segunda ronda se llevó a cabo el 17 de julio de 2019 a las 17:00 hora de Malasia (UTC+8), en la Casa de la AFC en Kuala Lumpur, Malasia.
Para el sorteo de esta fase se utilizó el ranking FIFA de junio de 2019; China al clasificar automáticamente como anfitrión a la Copa Asiática en ese momento compitió únicamente por el boleto al mundial del 2022, al igual que Catar que al obtener la clasificación directa como anfitrión al torneo de la FIFA participó solamente por el cupo al torneo continental.

     – Clasificados a la Copa Asiática 2023.
     – Clasificados a la Tercera ronda de la clasificación para la Copa Asiática 2023.
     – Clasificados a la Ronda de play-off de la clasificación para la Copa Asiática 2023.

### Grupo A
| Pos. | Equipo    | Pts. | PJ | G | E | P | GF | GC | Dif. |  |       | Bandera de Siria | Bandera de la República Popular China | Bandera de Filipinas | Bandera de las Maldivas | Bandera de Guam |
| ---- | --------- | ---- | -- | - | - | - | -- | -- | ---- |  | ----- | ---------------- | ------------------------------------- | -------------------- | ----------------------- | --------------- |
| 1    | Siria     | 21   | 8  | 7 | 0 | 1 | 22 | 7  | +15  |  |       | —                | 2 – 1                                 | 1 – 0                | 2 – 1                   | 4 – 0           |
| 2    | China     | 19   | 8  | 6 | 1 | 1 | 30 | 3  | +27  |  | 3 – 1 | —                | 2 – 0                                 | 5 – 0                | 7 – 0                   |                 |
| 3    | Filipinas | 11   | 8  | 3 | 2 | 3 | 12 | 11 | +1   |  |       | 2 – 5            | 0 – 0                                 | —                    | 1 – 1                   | 3 – 0           |
| 4    | Maldivas  | 7    | 8  | 2 | 1 | 5 | 7  | 20 | −13  |  | 0 – 4 | 0 – 5            | 1 – 2                                 | —                    | 3 – 1                   |                 |
| 5    | Guam      | 0    | 8  | 0 | 0 | 8 | 2  | 32 | −30  |  |       | 0 – 3            | 0 – 7                                 | 1 – 4                | 0 – 1                   | —               |

 Fuente: AFC
| \| Fecha \| Lugar \| Local \| \| Resultado \| \| Visitante \| \| ------------------------ \| -------------------------------------- \| --------- \| \| --------- \| \| --------- \| \| 5 de septiembre de 2019 \| Dededo \| Guam \| \| 0 – 1 \| \| Maldivas \| \| 5 de septiembre de 2019 \| Bacólod \| Filipinas \| \| 2 – 5 \| \| Siria \| \| 10 de septiembre de 2019 \| Dededo \| Guam \| \| 1 – 4 \| \| Filipinas \| \| 10 de septiembre de 2019 \| Malé \| Maldivas \| \| 0 – 5 \| \| China \| \| 10 de octubre de 2019 \| Cantón \| China \| \| 7 – 0 \| \| Guam \| \| 10 de octubre de 2019 \| Dubái (Emiratos Árabes Unidos) \| Siria \| \| 2 – 1 \| \| Maldivas \| \| 15 de octubre de 2019 \| Bacólod \| Filipinas \| \| 0 – 0 \| \| China \| \| 15 de octubre de 2019 \| Dubái (Emiratos Árabes Unidos) \| Siria \| \| 4 – 0 \| \| Guam \| \| 14 de noviembre de 2019 \| Malé \| Maldivas \| \| 1 – 2 \| \| Filipinas \| \| 14 de noviembre de 2019 \| Dubái (Emiratos Árabes Unidos) \| Siria \| \| 2 – 1 \| \| China \| \| 19 de noviembre de 2019 \| Malé \| Maldivas \| \| 3 – 1 \| \| Guam \| \| 19 de noviembre de 2019 \| Dubái (Emiratos Árabes Unidos) \| Siria \| \| 1 – 0 \| \| Filipinas \| \| 11 de junio de 2021 \| Sharjah (Emiratos Árabes Unidos)[n. 3] \| Filipinas \| \| 3 – 0 \| \| Guam \| \| 11 de junio de 2021 \| Sharjah (Emiratos Árabes Unidos)[n. 3] \| China \| \| 5 – 0 \| \| Maldivas \| \| 30 de mayo de 2021 \| Suzhou (China)[n. 3] \| Guam \| \| 0 – 7 \| \| China \| \| 4 de junio de 2021 \| Sharjah (Emiratos Árabes Unidos)[n. 3] \| Maldivas \| \| 0 – 4 \| \| Siria \| \| 7 de junio de 2021 \| Sharjah (Emiratos Árabes Unidos)[n. 3] \| Guam \| \| 0 – 3 \| \| Siria \| \| 7 de junio de 2021 \| Sharjah (Emiratos Árabes Unidos)[n. 3] \| China \| \| 2 – 0 \| \| Filipinas \| \| 15 de junio de 2021 \| Sharjah (Emiratos Árabes Unidos)[n. 3] \| Filipinas \| \| 1 – 1 \| \| Maldivas \| \| 15 de junio de 2021 \| Sharjah (Emiratos Árabes Unidos)[n. 3] \| China \| \| 3 – 1 \| \| Siria \| |                                  |           |                                       |           |                                       |           |
| Fecha | Lugar                            | Local     |                                       | Resultado |                                       | Visitante |
| 5 de septiembre de 2019 | Dededo                           | Guam      | Bandera de Guam                       | 0 – 1     | Bandera de las Maldivas               | Maldivas  |
| 5 de septiembre de 2019 | Bacólod                          | Filipinas | Bandera de Filipinas                  | 2 – 5     | Bandera de Siria                      | Siria     |
| 10 de septiembre de 2019 | Dededo                           | Guam      | Bandera de Guam                       | 1 – 4     | Bandera de Filipinas                  | Filipinas |
| 10 de septiembre de 2019 | Malé                             | Maldivas  | Bandera de las Maldivas               | 0 – 5     | Bandera de la República Popular China | China     |
| 10 de octubre de 2019 | Cantón                           | China     | Bandera de la República Popular China | 7 – 0     | Bandera de Guam                       | Guam      |
| 10 de octubre de 2019 | Dubái (Emiratos Árabes Unidos)   | Siria     | Bandera de Siria                      | 2 – 1     | Bandera de las Maldivas               | Maldivas  |
| 15 de octubre de 2019 | Bacólod                          | Filipinas | Bandera de Filipinas                  | 0 – 0     | Bandera de la República Popular China | China     |
| 15 de octubre de 2019 | Dubái (Emiratos Árabes Unidos)   | Siria     | Bandera de Siria                      | 4 – 0     | Bandera de Guam                       | Guam      |
| 14 de noviembre de 2019 | Malé                             | Maldivas  | Bandera de las Maldivas               | 1 – 2     | Bandera de Filipinas                  | Filipinas |
| 14 de noviembre de 2019 | Dubái (Emiratos Árabes Unidos)   | Siria     | Bandera de Siria                      | 2 – 1     | Bandera de la República Popular China | China     |
| 19 de noviembre de 2019 | Malé                             | Maldivas  | Bandera de las Maldivas               | 3 – 1     | Bandera de Guam                       | Guam      |
| 19 de noviembre de 2019 | Dubái (Emiratos Árabes Unidos)   | Siria     | Bandera de Siria                      | 1 – 0     | Bandera de Filipinas                  | Filipinas |
| 11 de junio de 2021 | Sharjah (Emiratos Árabes Unidos) | Filipinas | Bandera de Filipinas                  | 3 – 0     | Bandera de Guam                       | Guam      |
| 11 de junio de 2021 | Sharjah (Emiratos Árabes Unidos) | China     | Bandera de la República Popular China | 5 – 0     | Bandera de las Maldivas               | Maldivas  |
| 30 de mayo de 2021 | Suzhou (China)                   | Guam      | Bandera de Guam                       | 0 – 7     | Bandera de la República Popular China | China     |
| 4 de junio de 2021 | Sharjah (Emiratos Árabes Unidos) | Maldivas  | Bandera de las Maldivas               | 0 – 4     | Bandera de Siria                      | Siria     |
| 7 de junio de 2021 | Sharjah (Emiratos Árabes Unidos) | Guam      | Bandera de Guam                       | 0 – 3     | Bandera de Siria                      | Siria     |
| 7 de junio de 2021 | Sharjah (Emiratos Árabes Unidos) | China     | Bandera de la República Popular China | 2 – 0     | Bandera de Filipinas                  | Filipinas |
| 15 de junio de 2021 | Sharjah (Emiratos Árabes Unidos) | Filipinas | Bandera de Filipinas                  | 1 – 1     | Bandera de las Maldivas               | Maldivas  |
| 15 de junio de 2021 | Sharjah (Emiratos Árabes Unidos) | China     | Bandera de la República Popular China | 3 – 1     | Bandera de Siria                      | Siria     |

### Grupo B
| Pos. | Equipo       | Pts. | PJ | G | E | P | GF | GC | Dif. |  |       | Bandera de Australia | Bandera de Kuwait | Bandera de Jordania | Bandera de Nepal | Bandera de China Taipéi |
| ---- | ------------ | ---- | -- | - | - | - | -- | -- | ---- |  | ----- | -------------------- | ----------------- | ------------------- | ---------------- | ----------------------- |
| 1    | Australia    | 24   | 8  | 8 | 0 | 0 | 28 | 2  | +26  |  |       | —                    | 3 – 0             | 1 – 0               | 5 – 0            | 5 – 1                   |
| 2    | Kuwait       | 14   | 8  | 4 | 2 | 2 | 19 | 7  | +12  |  |       | 0 – 3                | —                 | 0 – 0               | 7 – 0            | 9 – 0                   |
| 3    | Jordania     | 14   | 8  | 4 | 2 | 2 | 13 | 3  | +10  |  | 0 – 1 | 0 – 0                | —                 | 3 – 0               | 5 – 0            |                         |
| 4    | Nepal        | 6    | 8  | 2 | 0 | 6 | 4  | 22 | −18  |  | 0 – 3 | 0 – 1                | 0 – 3             | —                   | 2 – 0            |                         |
| 5    | China Taipéi | 0    | 8  | 0 | 0 | 8 | 4  | 34 | −30  |  |       | 1 – 7                | 1 – 2             | 1 – 2               | 0 – 2            | —                       |

 Fuente: AFC
| \| Fecha \| Lugar \| Local \| \| Resultado \| \| Visitante \| \| ------------------------ \| --------------------- \| ------------ \| \| --------- \| \| ------------ \| \| 5 de septiembre de 2019 \| Taipéi \| China Taipéi \| \| 1 – 2 \| \| Jordania \| \| 5 de septiembre de 2019 \| Kuwait \| Kuwait \| \| 7 – 0 \| \| Nepal \| \| 10 de septiembre de 2019 \| Taipéi \| China Taipéi \| \| 0 – 2 \| \| Nepal \| \| 10 de septiembre de 2019 \| Kuwait \| Kuwait \| \| 0 – 3 \| \| Australia \| \| 10 de octubre de 2019 \| Canberra \| Australia \| \| 5 – 0 \| \| Nepal \| \| 10 de octubre de 2019 \| Amán \| Jordania \| \| 0 – 0 \| \| Kuwait \| \| 15 de octubre de 2019 \| Kaohsiung \| China Taipéi \| \| 1 – 7 \| \| Australia \| \| 15 de octubre de 2019 \| Amán \| Jordania \| \| 3 – 0 \| \| Nepal \| \| 14 de noviembre de 2019 \| Kuwait \| Kuwait \| \| 9 – 0 \| \| China Taipéi \| \| 14 de noviembre de 2019 \| Amán \| Jordania \| \| 0 – 1 \| \| Australia \| \| 19 de noviembre de 2019 \| Timbu (Bután) \| Nepal \| \| 0 – 1 \| \| Kuwait \| \| 19 de noviembre de 2019 \| Amán \| Jordania \| \| 5 – 0 \| \| China Taipéi \| \| 3 de junio de 2021 \| Kuwait (Kuwait)[n. 3] \| Nepal \| \| 2 – 0 \| \| China Taipéi \| \| 3 de junio de 2021 \| Kuwait (Kuwait)[n. 3] \| Australia \| \| 3 – 0 \| \| Kuwait \| \| 7 de junio de 2021 \| Kuwait (Kuwait)[n. 3] \| Nepal \| \| 0 – 3 \| \| Jordania \| \| 7 de junio de 2021 \| Kuwait (Kuwait)[n. 3] \| Australia \| \| 5 – 1 \| \| China Taipéi \| \| 11 de junio de 2021 \| Kuwait (Kuwait)[n. 3] \| Nepal \| \| 0 – 3 \| \| Australia \| \| 11 de junio de 2021 \| Kuwait (Kuwait)[n. 3] \| Kuwait \| \| 0 – 0 \| \| Jordania \| \| 15 de junio de 2021 \| Kuwait (Kuwait)[n. 3] \| Australia \| \| 1 – 0 \| \| Jordania \| \| 15 de junio de 2021 \| Kuwait (Kuwait)[n. 3] \| China Taipéi \| \| 1 – 2 \| \| Kuwait \| |                 |              |                         |           |                         |              |
| Fecha | Lugar           | Local        |                         | Resultado |                         | Visitante    |
| 5 de septiembre de 2019 | Taipéi          | China Taipéi | Bandera de China Taipéi | 1 – 2     | Bandera de Jordania     | Jordania     |
| 5 de septiembre de 2019 | Kuwait          | Kuwait       | Bandera de Kuwait       | 7 – 0     | Bandera de Nepal        | Nepal        |
| 10 de septiembre de 2019 | Taipéi          | China Taipéi | Bandera de China Taipéi | 0 – 2     | Bandera de Nepal        | Nepal        |
| 10 de septiembre de 2019 | Kuwait          | Kuwait       | Bandera de Kuwait       | 0 – 3     | Bandera de Australia    | Australia    |
| 10 de octubre de 2019 | Canberra        | Australia    | Bandera de Australia    | 5 – 0     | Bandera de Nepal        | Nepal        |
| 10 de octubre de 2019 | Amán            | Jordania     | Bandera de Jordania     | 0 – 0     | Bandera de Kuwait       | Kuwait       |
| 15 de octubre de 2019 | Kaohsiung       | China Taipéi | Bandera de China Taipéi | 1 – 7     | Bandera de Australia    | Australia    |
| 15 de octubre de 2019 | Amán            | Jordania     | Bandera de Jordania     | 3 – 0     | Bandera de Nepal        | Nepal        |
| 14 de noviembre de 2019 | Kuwait          | Kuwait       | Bandera de Kuwait       | 9 – 0     | Bandera de China Taipéi | China Taipéi |
| 14 de noviembre de 2019 | Amán            | Jordania     | Bandera de Jordania     | 0 – 1     | Bandera de Australia    | Australia    |
| 19 de noviembre de 2019 | Timbu (Bután)   | Nepal        | Bandera de Nepal        | 0 – 1     | Bandera de Kuwait       | Kuwait       |
| 19 de noviembre de 2019 | Amán            | Jordania     | Bandera de Jordania     | 5 – 0     | Bandera de China Taipéi | China Taipéi |
| 3 de junio de 2021 | Kuwait (Kuwait) | Nepal        | Bandera de Nepal        | 2 – 0     | Bandera de China Taipéi | China Taipéi |
| 3 de junio de 2021 | Kuwait (Kuwait) | Australia    | Bandera de Australia    | 3 – 0     | Bandera de Kuwait       | Kuwait       |
| 7 de junio de 2021 | Kuwait (Kuwait) | Nepal        | Bandera de Nepal        | 0 – 3     | Bandera de Jordania     | Jordania     |
| 7 de junio de 2021 | Kuwait (Kuwait) | Australia    | Bandera de Australia    | 5 – 1     | Bandera de China Taipéi | China Taipéi |
| 11 de junio de 2021 | Kuwait (Kuwait) | Nepal        | Bandera de Nepal        | 0 – 3     | Bandera de Australia    | Australia    |
| 11 de junio de 2021 | Kuwait (Kuwait) | Kuwait       | Bandera de Kuwait       | 0 – 0     | Bandera de Jordania     | Jordania     |
| 15 de junio de 2021 | Kuwait (Kuwait) | Australia    | Bandera de Australia    | 1 – 0     | Bandera de Jordania     | Jordania     |
| 15 de junio de 2021 | Kuwait (Kuwait) | China Taipéi | Bandera de China Taipéi | 1 – 2     | Bandera de Kuwait       | Kuwait       |

### Grupo C
| Pos. | Equipo    | Pts. | PJ | G | E | P | GF | GC | Dif. |  |       | Bandera de Irán | Bandera de Irak | Bandera de Baréin | Bandera de Hong Kong | Bandera de Camboya |
| ---- | --------- | ---- | -- | - | - | - | -- | -- | ---- |  | ----- | --------------- | --------------- | ----------------- | -------------------- | ------------------ |
| 1    | Irán      | 18   | 8  | 6 | 0 | 2 | 34 | 4  | +30  |  |       | —               | 1 – 0           | 3 – 0             | 3 – 1                | 14 – 0             |
| 2    | Irak      | 17   | 8  | 5 | 2 | 1 | 14 | 4  | +10  |  | 2 – 1 | —               | 0 – 0           | 2 – 0             | 4 – 1                |                    |
| 3    | Baréin    | 15   | 8  | 4 | 3 | 1 | 15 | 4  | +11  |  |       | 1 – 0           | 1 – 1           | —                 | 4 – 0                | 8 – 0              |
| 4    | Hong Kong | 5    | 8  | 1 | 2 | 5 | 4  | 13 | −9   |  | 0 – 2 | 0 – 1           | 0 – 0           | —                 | 2 – 0                |                    |
| 5    | Camboya   | 1    | 8  | 0 | 1 | 7 | 2  | 44 | −42  |  |       | 0 – 10          | 0 – 4           | 0 – 1             | 1 – 1                | —                  |

 Fuente: AFC
| \| Fecha \| Lugar \| Local \| \| Resultado \| \| Visitante \| \| ------------------------ \| --------------------------- \| --------- \| \| --------- \| \| --------- \| \| 5 de septiembre de 2019 \| Nom Pen \| Camboya \| \| 1 – 1 \| \| Hong Kong \| \| 5 de septiembre de 2019 \| Riffa \| Baréin \| \| 1 – 1 \| \| Irak \| \| 10 de septiembre de 2019 \| Nom Pen \| Camboya \| \| 0 – 1 \| \| Baréin \| \| 10 de septiembre de 2019 \| Wan Chai \| Hong Kong \| \| 0 – 2 \| \| Irán \| \| 10 de octubre de 2019 \| Teherán \| Irán \| \| 14 – 0 \| \| Camboya \| \| 10 de octubre de 2019 \| Basora \| Irak \| \| 2 – 0 \| \| Hong Kong \| \| 15 de octubre de 2019 \| Nom Pen \| Camboya \| \| 0 – 4 \| \| Irak \| \| 15 de octubre de 2019 \| Riffa \| Baréin \| \| 1 – 0 \| \| Irán \| \| 14 de noviembre de 2019 \| Wan Chai \| Hong Kong \| \| 0 – 0 \| \| Baréin \| \| 14 de noviembre de 2019 \| Amán (Jordania) \| Irak \| \| 2 – 1 \| \| Irán \| \| 19 de noviembre de 2019 \| Wan Chai \| Hong Kong \| \| 2 – 0 \| \| Camboya \| \| 19 de noviembre de 2019 \| Amán (Jordania) \| Irak \| \| 0 – 0 \| \| Baréin \| \| 3 de junio de 2021 \| Arad (Baréin)[n. 3] \| Irán \| \| 3 – 1 \| \| Hong Kong \| \| 3 de junio de 2021 \| Riffa (Baréin)[n. 3] \| Baréin \| \| 8 – 0 \| \| Camboya \| \| 7 de junio de 2021 \| Arad (Baréin)[n. 3] \| Irak \| \| 4 – 1 \| \| Camboya \| \| 7 de junio de 2021 \| Riffa (Baréin)[n. 3] \| Irán \| \| 3 – 0 \| \| Baréin \| \| 11 de junio de 2021 \| Madinat 'Isa (Baréin)[n. 3] \| Camboya \| \| 0 – 10 \| \| Irán \| \| 11 de junio de 2021 \| Arad (Baréin)[n. 3] \| Hong Kong \| \| 0 – 1 \| \| Irak \| \| 15 de junio de 2021 \| Madinat 'Isa (Baréin)[n. 3] \| Irán \| \| 1 – 0 \| \| Irak \| \| 15 de junio de 2021 \| Riffa (Baréin)[n. 3] \| Baréin \| \| 4 – 0 \| \| Hong Kong \| |                       |           |                      |           |                      |           |
| Fecha | Lugar                 | Local     |                      | Resultado |                      | Visitante |
| 5 de septiembre de 2019 | Nom Pen               | Camboya   | Bandera de Camboya   | 1 – 1     | Bandera de Hong Kong | Hong Kong |
| 5 de septiembre de 2019 | Riffa                 | Baréin    | Bandera de Baréin    | 1 – 1     | Bandera de Irak      | Irak      |
| 10 de septiembre de 2019 | Nom Pen               | Camboya   | Bandera de Camboya   | 0 – 1     | Bandera de Baréin    | Baréin    |
| 10 de septiembre de 2019 | Wan Chai              | Hong Kong | Bandera de Hong Kong | 0 – 2     | Bandera de Irán      | Irán      |
| 10 de octubre de 2019 | Teherán               | Irán      | Bandera de Irán      | 14 – 0    | Bandera de Camboya   | Camboya   |
| 10 de octubre de 2019 | Basora                | Irak      | Bandera de Irak      | 2 – 0     | Bandera de Hong Kong | Hong Kong |
| 15 de octubre de 2019 | Nom Pen               | Camboya   | Bandera de Camboya   | 0 – 4     | Bandera de Irak      | Irak      |
| 15 de octubre de 2019 | Riffa                 | Baréin    | Bandera de Baréin    | 1 – 0     | Bandera de Irán      | Irán      |
| 14 de noviembre de 2019 | Wan Chai              | Hong Kong | Bandera de Hong Kong | 0 – 0     | Bandera de Baréin    | Baréin    |
| 14 de noviembre de 2019 | Amán (Jordania)       | Irak      | Bandera de Irak      | 2 – 1     | Bandera de Irán      | Irán      |
| 19 de noviembre de 2019 | Wan Chai              | Hong Kong | Bandera de Hong Kong | 2 – 0     | Bandera de Camboya   | Camboya   |
| 19 de noviembre de 2019 | Amán (Jordania)       | Irak      | Bandera de Irak      | 0 – 0     | Bandera de Baréin    | Baréin    |
| 3 de junio de 2021 | Arad (Baréin)         | Irán      | Bandera de Irán      | 3 – 1     | Bandera de Hong Kong | Hong Kong |
| 3 de junio de 2021 | Riffa (Baréin)        | Baréin    | Bandera de Baréin    | 8 – 0     | Bandera de Camboya   | Camboya   |
| 7 de junio de 2021 | Arad (Baréin)         | Irak      | Bandera de Irak      | 4 – 1     | Bandera de Camboya   | Camboya   |
| 7 de junio de 2021 | Riffa (Baréin)        | Irán      | Bandera de Irán      | 3 – 0     | Bandera de Baréin    | Baréin    |
| 11 de junio de 2021 | Madinat 'Isa (Baréin) | Camboya   | Bandera de Camboya   | 0 – 10    | Bandera de Irán      | Irán      |
| 11 de junio de 2021 | Arad (Baréin)         | Hong Kong | Bandera de Hong Kong | 0 – 1     | Bandera de Irak      | Irak      |
| 15 de junio de 2021 | Madinat 'Isa (Baréin) | Irán      | Bandera de Irán      | 1 – 0     | Bandera de Irak      | Irak      |
| 15 de junio de 2021 | Riffa (Baréin)        | Baréin    | Bandera de Baréin    | 4 – 0     | Bandera de Hong Kong | Hong Kong |

### Grupo D
| Pos. | Equipo         | Pts. | PJ | G | E | P | GF | GC | Dif. |  |       | Bandera de Arabia Saudita | Bandera de Uzbekistán | Bandera de Palestina | Bandera de Singapur | Bandera de Yemen |
| ---- | -------------- | ---- | -- | - | - | - | -- | -- | ---- |  | ----- | ------------------------- | --------------------- | -------------------- | ------------------- | ---------------- |
| 1    | Arabia Saudita | 20   | 8  | 6 | 2 | 0 | 22 | 4  | +18  |  |       | —                         | 3 – 0                 | 5 – 0                | 3 – 0               | 3 – 0            |
| 2    | Uzbekistán     | 15   | 8  | 5 | 0 | 3 | 18 | 9  | +9   |  |       | 2 – 3                     | —                     | 2 – 0                | 5 – 0               | 5 – 0            |
| 3    | Palestina      | 10   | 8  | 3 | 1 | 4 | 10 | 10 | 0    |  | 0 – 0 | 2 – 0                     | —                     | 4 – 0                | 3 – 0               |                  |
| 4    | Singapur       | 7    | 8  | 2 | 1 | 5 | 7  | 22 | −15  |  | 0 – 3 | 1 – 3                     | 2 – 1                 | —                    | 2 – 2               |                  |
| 5    | Yemen          | 5    | 8  | 1 | 2 | 5 | 6  | 18 | −12  |  | 2 – 2 | 0 – 1                     | 1 – 0                 | 1 – 2                | —                   |                  |

 Fuente: AFC
| \| Fecha \| Lugar \| Local \| \| Resultado \| \| Visitante \| \| ------------------------- \| --------------------------- \| -------------- \| \| --------- \| \| -------------- \| \| 5 de septiembre de 2019 \| Singapur \| Singapur \| \| 2 – 2 \| \| Yemen \| \| 5 de septiembre de 2019 \| Al-Ram \| Palestina \| \| 2 – 0 \| \| Uzbekistán \| \| 10 de septiembre de 2019 \| Singapur \| Singapur \| \| 2 – 1 \| \| Palestina \| \| 10 de septiembre de 2019 \| Riffa (Baréin) \| Yemen \| \| 2 – 2 \| \| Arabia Saudita \| \| 10 de octubre de 2019 \| Taskent \| Uzbekistán \| \| 5 – 0 \| \| Yemen \| \| 10 de octubre de 2019 \| Yeda \| Arabia Saudita \| \| 3 – 0 \| \| Singapur \| \| 15 de octubre de 2019 \| Singapur \| Singapur \| \| 1 – 3 \| \| Uzbekistán \| \| 15 de octubre de 2019 \| Al-Ram \| Palestina \| \| 0 – 0 \| \| Arabia Saudita \| \| 14 de noviembre de 2019 \| Taskent \| Uzbekistán \| \| 2 – 3 \| \| Arabia Saudita \| \| 14 de noviembre de 2019 \| Al Muharraq (Baréin) \| Yemen \| \| 1 – 0 \| \| Palestina \| \| 19 de noviembre de 2019 \| Taskent \| Uzbekistán \| \| 2 – 0 \| \| Palestina \| \| 19 de noviembre de 2019 \| Al Muharraq (Baréin) \| Yemen \| \| 1 – 2 \| \| Singapur \| \| 3 de junio de 2021 \| Riad (Arabia Saudita)[n. 3] \| Palestina \| \| 4 – 0 \| \| Singapur \| \| 5 de junio de 2021 \| Riad[n. 3] \| Arabia Saudita \| \| 3 – 0 \| \| Yemen \| \| 30 de marzo de 2021[n. 4] \| Riad \| Arabia Saudita \| \| 5 – 0 \| \| Palestina \| \| 7 de junio de 2021 \| Riad (Arabia Saudita)[n. 3] \| Uzbekistán \| \| 5 – 0 \| \| Singapur \| \| 11 de junio de 2021 \| Riad (Arabia Saudita)[n. 3] \| Yemen \| \| 0 – 1 \| \| Uzbekistán \| \| 11 de junio de 2021 \| Riad (Arabia Saudita)[n. 3] \| Singapur \| \| 0 – 3 \| \| Arabia Saudita \| \| 15 de junio de 2021 \| Riad (Arabia Saudita)[n. 3] \| Palestina \| \| 3 – 0 \| \| Yemen \| \| 15 de junio de 2021 \| Riad[n. 3] \| Arabia Saudita \| \| 3 – 0 \| \| Uzbekistán \| |                       |                |                           |           |                           |                |
| Fecha | Lugar                 | Local          |                           | Resultado |                           | Visitante      |
| 5 de septiembre de 2019 | Singapur              | Singapur       | Bandera de Singapur       | 2 – 2     | Bandera de Yemen          | Yemen          |
| 5 de septiembre de 2019 | Al-Ram                | Palestina      | Bandera de Palestina      | 2 – 0     | Bandera de Uzbekistán     | Uzbekistán     |
| 10 de septiembre de 2019 | Singapur              | Singapur       | Bandera de Singapur       | 2 – 1     | Bandera de Palestina      | Palestina      |
| 10 de septiembre de 2019 | Riffa (Baréin)        | Yemen          | Bandera de Yemen          | 2 – 2     | Bandera de Arabia Saudita | Arabia Saudita |
| 10 de octubre de 2019 | Taskent               | Uzbekistán     | Bandera de Uzbekistán     | 5 – 0     | Bandera de Yemen          | Yemen          |
| 10 de octubre de 2019 | Yeda                  | Arabia Saudita | Bandera de Arabia Saudita | 3 – 0     | Bandera de Singapur       | Singapur       |
| 15 de octubre de 2019 | Singapur              | Singapur       | Bandera de Singapur       | 1 – 3     | Bandera de Uzbekistán     | Uzbekistán     |
| 15 de octubre de 2019 | Al-Ram                | Palestina      | Bandera de Palestina      | 0 – 0     | Bandera de Arabia Saudita | Arabia Saudita |
| 14 de noviembre de 2019 | Taskent               | Uzbekistán     | Bandera de Uzbekistán     | 2 – 3     | Bandera de Arabia Saudita | Arabia Saudita |
| 14 de noviembre de 2019 | Al Muharraq (Baréin)  | Yemen          | Bandera de Yemen          | 1 – 0     | Bandera de Palestina      | Palestina      |
| 19 de noviembre de 2019 | Taskent               | Uzbekistán     | Bandera de Uzbekistán     | 2 – 0     | Bandera de Palestina      | Palestina      |
| 19 de noviembre de 2019 | Al Muharraq (Baréin)  | Yemen          | Bandera de Yemen          | 1 – 2     | Bandera de Singapur       | Singapur       |
| 3 de junio de 2021 | Riad (Arabia Saudita) | Palestina      | Bandera de Palestina      | 4 – 0     | Bandera de Singapur       | Singapur       |
| 5 de junio de 2021 | Riad                  | Arabia Saudita | Bandera de Arabia Saudita | 3 – 0     | Bandera de Yemen          | Yemen          |
| 30 de marzo de 2021 | Riad                  | Arabia Saudita | Bandera de Arabia Saudita | 5 – 0     | Bandera de Palestina      | Palestina      |
| 7 de junio de 2021 | Riad (Arabia Saudita) | Uzbekistán     | Bandera de Uzbekistán     | 5 – 0     | Bandera de Singapur       | Singapur       |
| 11 de junio de 2021 | Riad (Arabia Saudita) | Yemen          | Bandera de Yemen          | 0 – 1     | Bandera de Uzbekistán     | Uzbekistán     |
| 11 de junio de 2021 | Riad (Arabia Saudita) | Singapur       | Bandera de Singapur       | 0 – 3     | Bandera de Arabia Saudita | Arabia Saudita |
| 15 de junio de 2021 | Riad (Arabia Saudita) | Palestina      | Bandera de Palestina      | 3 – 0     | Bandera de Yemen          | Yemen          |
| 15 de junio de 2021 | Riad                  | Arabia Saudita | Bandera de Arabia Saudita | 3 – 0     | Bandera de Uzbekistán     | Uzbekistán     |

### Grupo E
| Pos. | Equipo     | Pts. | PJ | G | E | P | GF | GC | Dif. |  |       | Bandera de Catar | Bandera de Omán | Bandera de la India | Bandera de Afganistán | Bandera de Bangladés |
| ---- | ---------- | ---- | -- | - | - | - | -- | -- | ---- |  | ----- | ---------------- | --------------- | ------------------- | --------------------- | -------------------- |
| 1    | Catar      | 22   | 8  | 7 | 1 | 0 | 18 | 1  | +17  |  |       | —                | 2 – 1           | 0 – 0               | 6 – 0                 | 5 – 0                |
| 2    | Omán       | 18   | 8  | 6 | 0 | 2 | 16 | 6  | +10  |  | 0 – 1 | —                | 1 – 0           | 3 – 0               | 4 – 1                 |                      |
| 3    | India      | 7    | 8  | 1 | 4 | 3 | 6  | 7  | −1   |  |       | 0 – 1            | 1 – 2           | —                   | 1 – 1                 | 1 – 1                |
| 4    | Afganistán | 6    | 8  | 1 | 3 | 4 | 5  | 15 | −10  |  | 0 – 1 | 1 – 2            | 1 – 1           | —                   | 1 – 0                 |                      |
| 5    | Bangladés  | 2    | 8  | 0 | 2 | 6 | 3  | 19 | −16  |  | 0 – 2 | 0 – 3            | 0 – 2           | 1 – 1               | —                     |                      |

 Fuente: AFC
| \| Fecha \| Lugar \| Local \| \| Resultado \| \| Visitante \| \| ---------------------------- \| -------------------- \| ---------- \| \| --------- \| \| ---------- \| \| 5 de septiembre de 2019 \| Guwahati \| India \| \| 1 – 2 \| \| Omán \| \| 5 de septiembre de 2019 \| Doha \| Catar \| \| 6 – 0 \| \| Afganistán \| \| 10 de septiembre de 2019 \| Dusambé (Tayikistán) \| Afganistán \| \| 1 – 0 \| \| Bangladés \| \| 10 de septiembre de 2019 \| Doha \| Catar \| \| 0 – 0 \| \| India \| \| 10 de octubre de 2019 \| Daca \| Bangladés \| \| 0 – 2 \| \| Catar \| \| 10 de octubre de 2019 \| Mascate \| Omán \| \| 3 – 0 \| \| Afganistán \| \| 15 de octubre de 2019 \| Calcuta \| India \| \| 1 – 1 \| \| Bangladés \| \| 15 de octubre de 2019 \| Doha \| Catar \| \| 2 – 1 \| \| Omán \| \| 14 de noviembre de 2019 \| Dusambé (Tayikistán) \| Afganistán \| \| 1 – 1 \| \| India \| \| 14 de noviembre de 2019 \| Mascate \| Omán \| \| 4 – 1 \| \| Bangladés \| \| 19 de noviembre de 2019 \| Dusambé (Tayikistán) \| Afganistán \| \| 0 – 1 \| \| Catar \| \| 19 de noviembre de 2019 \| Mascate \| Omán \| \| 1 – 0 \| \| India \| \| 3 de junio de 2021 \| Doha (Catar)[n. 3] \| Bangladés \| \| 1 – 1 \| \| Afganistán \| \| 3 de junio de 2021 \| Doha (Catar)[n. 3] \| India \| \| 0 – 1 \| \| Catar \| \| 7 de junio de 2021 \| Doha (Catar)[n. 3] \| Bangladés \| \| 0 – 2 \| \| India \| \| 7 de junio de 2021 \| Doha (Catar)[n. 3] \| Omán \| \| 0 – 1 \| \| Catar \| \| 4 de diciembre de 2020[n. 5] \| Doha \| Catar \| \| 5 – 0 \| \| Bangladés \| \| 11 de junio de 2021 \| Doha (Catar)[n. 3] \| Afganistán \| \| 1 – 2 \| \| Omán \| \| 15 de junio de 2021 \| Doha (Catar)[n. 3] \| India \| \| 1 – 1 \| \| Afganistán \| \| 15 de junio de 2021 \| Doha (Catar)[n. 3] \| Bangladés \| \| 0 – 3 \| \| Omán \| |                      |            |                       |           |                       |            |
| Fecha | Lugar                | Local      |                       | Resultado |                       | Visitante  |
| 5 de septiembre de 2019 | Guwahati             | India      | Bandera de la India   | 1 – 2     | Bandera de Omán       | Omán       |
| 5 de septiembre de 2019 | Doha                 | Catar      | Bandera de Catar      | 6 – 0     | Bandera de Afganistán | Afganistán |
| 10 de septiembre de 2019 | Dusambé (Tayikistán) | Afganistán | Bandera de Afganistán | 1 – 0     | Bandera de Bangladés  | Bangladés  |
| 10 de septiembre de 2019 | Doha                 | Catar      | Bandera de Catar      | 0 – 0     | Bandera de la India   | India      |
| 10 de octubre de 2019 | Daca                 | Bangladés  | Bandera de Bangladés  | 0 – 2     | Bandera de Catar      | Catar      |
| 10 de octubre de 2019 | Mascate              | Omán       | Bandera de Omán       | 3 – 0     | Bandera de Afganistán | Afganistán |
| 15 de octubre de 2019 | Calcuta              | India      | Bandera de la India   | 1 – 1     | Bandera de Bangladés  | Bangladés  |
| 15 de octubre de 2019 | Doha                 | Catar      | Bandera de Catar      | 2 – 1     | Bandera de Omán       | Omán       |
| 14 de noviembre de 2019 | Dusambé (Tayikistán) | Afganistán | Bandera de Afganistán | 1 – 1     | Bandera de la India   | India      |
| 14 de noviembre de 2019 | Mascate              | Omán       | Bandera de Omán       | 4 – 1     | Bandera de Bangladés  | Bangladés  |
| 19 de noviembre de 2019 | Dusambé (Tayikistán) | Afganistán | Bandera de Afganistán | 0 – 1     | Bandera de Catar      | Catar      |
| 19 de noviembre de 2019 | Mascate              | Omán       | Bandera de Omán       | 1 – 0     | Bandera de la India   | India      |
| 3 de junio de 2021 | Doha (Catar)         | Bangladés  | Bandera de Bangladés  | 1 – 1     | Bandera de Afganistán | Afganistán |
| 3 de junio de 2021 | Doha (Catar)         | India      | Bandera de la India   | 0 – 1     | Bandera de Catar      | Catar      |
| 7 de junio de 2021 | Doha (Catar)         | Bangladés  | Bandera de Bangladés  | 0 – 2     | Bandera de la India   | India      |
| 7 de junio de 2021 | Doha (Catar)         | Omán       | Bandera de Omán       | 0 – 1     | Bandera de Catar      | Catar      |
| 4 de diciembre de 2020 | Doha                 | Catar      | Bandera de Catar      | 5 – 0     | Bandera de Bangladés  | Bangladés  |
| 11 de junio de 2021 | Doha (Catar)         | Afganistán | Bandera de Afganistán | 1 – 2     | Bandera de Omán       | Omán       |
| 15 de junio de 2021 | Doha (Catar)         | India      | Bandera de la India   | 1 – 1     | Bandera de Afganistán | Afganistán |
| 15 de junio de 2021 | Doha (Catar)         | Bangladés  | Bandera de Bangladés  | 0 – 3     | Bandera de Omán       | Omán       |

### Grupo F
| Pos. | Equipo     | Pts. | PJ | G | E | P | GF | GC | Dif. |  |        | Bandera de Japón | Bandera de Tayikistán | Bandera de Kirguistán | Bandera de Mongolia | Bandera de Birmania |
| ---- | ---------- | ---- | -- | - | - | - | -- | -- | ---- |  | ------ | ---------------- | --------------------- | --------------------- | ------------------- | ------------------- |
| 1    | Japón      | 24   | 8  | 8 | 0 | 0 | 46 | 2  | +44  |  |        | —                | 4 – 1                 | 5 – 1                 | 6 – 0               | 10 – 0              |
| 2    | Tayikistán | 13   | 8  | 4 | 1 | 3 | 14 | 12 | +2   |  |        | 0 – 3            | —                     | 1 – 0                 | 3 – 0               | 4 – 0               |
| 3    | Kirguistán | 10   | 8  | 3 | 1 | 4 | 19 | 12 | +7   |  | 0 – 2  | 1 – 1            | —                     | 0 – 1                 | 7 – 0               |                     |
| 4    | Mongolia   | 6    | 8  | 2 | 0 | 6 | 3  | 27 | −24  |  | 0 – 14 | 0 – 1            | 1 – 2                 | —                     | 1 – 0               |                     |
| 5    | Birmania   | 6    | 8  | 2 | 0 | 6 | 6  | 35 | −29  |  | 0 – 2  | 4 – 3            | 1 – 8                 | 1 – 0                 | —                   |                     |

 Fuente: AFC
| \| Fecha \| Lugar \| Local \| \| Resultado \| \| Visitante \| \| ------------------------- \| ------------------- \| ---------- \| \| --------- \| \| ---------- \| \| 5 de septiembre de 2019 \| Ulán Bator \| Mongolia \| \| 1 – 0 \| \| Birmania \| \| 5 de septiembre de 2019 \| Dusambé \| Tayikistán \| \| 1 – 0 \| \| Kirguistán \| \| 10 de septiembre de 2019 \| Ulán Bator \| Mongolia \| \| 0 – 1 \| \| Tayikistán \| \| 10 de septiembre de 2019 \| Rangún \| Birmania \| \| 0 – 2 \| \| Japón \| \| 10 de octubre de 2019 \| Saitama \| Japón \| \| 6 – 0 \| \| Mongolia \| \| 10 de octubre de 2019 \| Biskek \| Kirguistán \| \| 7 – 0 \| \| Birmania \| \| 15 de octubre de 2019 \| Ulán Bator \| Mongolia \| \| 1 – 2 \| \| Kirguistán \| \| 15 de octubre de 2019 \| Dusambé \| Tayikistán \| \| 0 – 3 \| \| Japón \| \| 14 de noviembre de 2019 \| Mandalay \| Birmania \| \| 4 – 3 \| \| Tayikistán \| \| 14 de noviembre de 2019 \| Biskek \| Kirguistán \| \| 0 – 2 \| \| Japón \| \| 19 de noviembre de 2019 \| Mandalay \| Birmania \| \| 1 – 0 \| \| Mongolia \| \| 19 de noviembre de 2019 \| Biskek \| Kirguistán \| \| 1 – 1 \| \| Tayikistán \| \| 25 de marzo de 2021[n. 6] \| Dusambé \| Tayikistán \| \| 3 – 0 \| \| Mongolia \| \| 28 de mayo de 2021 \| Chiba (Japón)[n. 3] \| Japón \| \| 10 – 0 \| \| Birmania \| \| 7 de junio de 2021 \| Osaka (Japón)[n. 3] \| Kirguistán \| \| 0 – 1 \| \| Mongolia \| \| 7 de junio de 2021 \| Suita (Japón)[n. 3] \| Japón \| \| 4 – 1 \| \| Tayikistán \| \| 30 de marzo de 2021[n. 7] \| Chiba (Japón)[n. 3] \| Mongolia \| \| 0 – 14 \| \| Japón \| \| 11 de junio de 2021 \| Osaka (Japón)[n. 3] \| Birmania \| \| 1 – 8 \| \| Kirguistán \| \| 15 de junio de 2021 \| Suita (Japón)[n. 3] \| Japón \| \| 5 – 1 \| \| Kirguistán \| \| 15 de junio de 2021 \| Osaka (Japón)[n. 3] \| Tayikistán \| \| 4 – 0 \| \| Birmania \| |               |            |                       |           |                       |            |
| Fecha | Lugar         | Local      |                       | Resultado |                       | Visitante  |
| 5 de septiembre de 2019 | Ulán Bator    | Mongolia   | Bandera de Mongolia   | 1 – 0     | Bandera de Birmania   | Birmania   |
| 5 de septiembre de 2019 | Dusambé       | Tayikistán | Bandera de Tayikistán | 1 – 0     | Bandera de Kirguistán | Kirguistán |
| 10 de septiembre de 2019 | Ulán Bator    | Mongolia   | Bandera de Mongolia   | 0 – 1     | Bandera de Tayikistán | Tayikistán |
| 10 de septiembre de 2019 | Rangún        | Birmania   | Bandera de Birmania   | 0 – 2     | Bandera de Japón      | Japón      |
| 10 de octubre de 2019 | Saitama       | Japón      | Bandera de Japón      | 6 – 0     | Bandera de Mongolia   | Mongolia   |
| 10 de octubre de 2019 | Biskek        | Kirguistán | Bandera de Kirguistán | 7 – 0     | Bandera de Birmania   | Birmania   |
| 15 de octubre de 2019 | Ulán Bator    | Mongolia   | Bandera de Mongolia   | 1 – 2     | Bandera de Kirguistán | Kirguistán |
| 15 de octubre de 2019 | Dusambé       | Tayikistán | Bandera de Tayikistán | 0 – 3     | Bandera de Japón      | Japón      |
| 14 de noviembre de 2019 | Mandalay      | Birmania   | Bandera de Birmania   | 4 – 3     | Bandera de Tayikistán | Tayikistán |
| 14 de noviembre de 2019 | Biskek        | Kirguistán | Bandera de Kirguistán | 0 – 2     | Bandera de Japón      | Japón      |
| 19 de noviembre de 2019 | Mandalay      | Birmania   | Bandera de Birmania   | 1 – 0     | Bandera de Mongolia   | Mongolia   |
| 19 de noviembre de 2019 | Biskek        | Kirguistán | Bandera de Kirguistán | 1 – 1     | Bandera de Tayikistán | Tayikistán |
| 25 de marzo de 2021 | Dusambé       | Tayikistán | Bandera de Tayikistán | 3 – 0     | Bandera de Mongolia   | Mongolia   |
| 28 de mayo de 2021 | Chiba (Japón) | Japón      | Bandera de Japón      | 10 – 0    | Bandera de Birmania   | Birmania   |
| 7 de junio de 2021 | Osaka (Japón) | Kirguistán | Bandera de Kirguistán | 0 – 1     | Bandera de Mongolia   | Mongolia   |
| 7 de junio de 2021 | Suita (Japón) | Japón      | Bandera de Japón      | 4 – 1     | Bandera de Tayikistán | Tayikistán |
| 30 de marzo de 2021 | Chiba (Japón) | Mongolia   | Bandera de Mongolia   | 0 – 14    | Bandera de Japón      | Japón      |
| 11 de junio de 2021 | Osaka (Japón) | Birmania   | Bandera de Birmania   | 1 – 8     | Bandera de Kirguistán | Kirguistán |
| 15 de junio de 2021 | Suita (Japón) | Japón      | Bandera de Japón      | 5 – 1     | Bandera de Kirguistán | Kirguistán |
| 15 de junio de 2021 | Osaka (Japón) | Tayikistán | Bandera de Tayikistán | 4 – 0     | Bandera de Birmania   | Birmania   |

### Grupo G
| Pos. | Equipo                 | Pts. | PJ | G | E | P | GF | GC | Dif. |  |       | Bandera de Emiratos Árabes Unidos | Bandera de Vietnam | Bandera de Malasia | Bandera de Tailandia | Bandera de Indonesia |
| ---- | ---------------------- | ---- | -- | - | - | - | -- | -- | ---- |  | ----- | --------------------------------- | ------------------ | ------------------ | -------------------- | -------------------- |
| 1    | Emiratos Árabes Unidos | 18   | 8  | 6 | 0 | 2 | 23 | 7  | +16  |  |       | —                                 | 3 – 2              | 4 – 0              | 3 – 1                | 5 – 0                |
| 2    | Vietnam                | 17   | 8  | 5 | 2 | 1 | 13 | 5  | +8   |  | 1 – 0 | —                                 | 1 – 0              | 0 – 0              | 4 – 0                |                      |
| 3    | Malasia                | 12   | 8  | 4 | 0 | 4 | 10 | 12 | −2   |  |       | 1 – 2                             | 1 – 2              | —                  | 2 – 1                | 2 – 0                |
| 4    | Tailandia              | 9    | 8  | 2 | 3 | 3 | 9  | 9  | 0    |  | 2 – 1 | 0 – 0                             | 0 – 1              | —                  | 2 – 2                |                      |
| 5    | Indonesia              | 1    | 8  | 0 | 1 | 7 | 5  | 27 | −22  |  |       | 0 – 5                             | 1 – 3              | 2 – 3              | 0 – 3                | —                    |

 Fuente: AFC
| \| Fecha \| Lugar \| Local \| \| Resultado \| \| Visitante \| \| ------------------------ \| ------------------------------------ \| ---------------------- \| \| --------- \| \| ---------------------- \| \| 5 de septiembre de 2019 \| Bangkok \| Tailandia \| \| 0 – 0 \| \| Vietnam \| \| 5 de septiembre de 2019 \| Yakarta \| Indonesia \| \| 2 – 3 \| \| Malasia \| \| 10 de septiembre de 2019 \| Yakarta \| Indonesia \| \| 0 – 3 \| \| Tailandia \| \| 10 de septiembre de 2019 \| Kuala Lumpur \| Malasia \| \| 1 – 2 \| \| Emiratos Árabes Unidos \| \| 10 de octubre de 2019 \| Hanói \| Vietnam \| \| 1 – 0 \| \| Malasia \| \| 10 de octubre de 2019 \| Dubái \| Emiratos Árabes Unidos \| \| 5 – 0 \| \| Indonesia \| \| 15 de octubre de 2019 \| Bangkok \| Tailandia \| \| 2 – 1 \| \| Emiratos Árabes Unidos \| \| 15 de octubre de 2019 \| Gyanar, Isla de Bali \| Indonesia \| \| 1 – 3 \| \| Vietnam \| \| 14 de noviembre de 2019 \| Kuala Lumpur \| Malasia \| \| 2 – 1 \| \| Tailandia \| \| 14 de noviembre de 2019 \| Hanói \| Vietnam \| \| 1 – 0 \| \| Emiratos Árabes Unidos \| \| 19 de noviembre de 2019 \| Kuala Lumpur \| Malasia \| \| 2 – 0 \| \| Indonesia \| \| 19 de noviembre de 2019 \| Hanói \| Vietnam \| \| 0 – 0 \| \| Tailandia \| \| 3 de junio de 2021 \| Dubái (Emiratos Árabes Unidos)[n. 3] \| Tailandia \| \| 2 – 2 \| \| Indonesia \| \| 3 de junio de 2021 \| Dubái (Emiratos Árabes Unidos)[n. 3] \| Emiratos Árabes Unidos \| \| 4 – 0 \| \| Malasia \| \| 7 de junio de 2021 \| Dubái (Emiratos Árabes Unidos)[n. 3] \| Emiratos Árabes Unidos \| \| 3 – 1 \| \| Tailandia \| \| 7 de junio de 2021 \| Dubái (Emiratos Árabes Unidos)[n. 3] \| Vietnam \| \| 4 – 0 \| \| Indonesia \| \| 11 de junio de 2021 \| Dubái (Emiratos Árabes Unidos)[n. 3] \| Indonesia \| \| 0 – 5 \| \| Emiratos Árabes Unidos \| \| 11 de junio de 2021 \| Dubái (Emiratos Árabes Unidos)[n. 3] \| Malasia \| \| 1 – 2 \| \| Vietnam \| \| 15 de junio de 2021 \| Dubái (Emiratos Árabes Unidos)[n. 3] \| Emiratos Árabes Unidos \| \| 3 – 2 \| \| Vietnam \| \| 15 de junio de 2021 \| Dubái (Emiratos Árabes Unidos)[n. 3] \| Tailandia \| \| 0 – 1 \| \| Malasia \| |                                |                        |                                   |           |                                   |                        |
| Fecha | Lugar                          | Local                  |                                   | Resultado |                                   | Visitante              |
| 5 de septiembre de 2019 | Bangkok                        | Tailandia              | Bandera de Tailandia              | 0 – 0     | Bandera de Vietnam                | Vietnam                |
| 5 de septiembre de 2019 | Yakarta                        | Indonesia              | Bandera de Indonesia              | 2 – 3     | Bandera de Malasia                | Malasia                |
| 10 de septiembre de 2019 | Yakarta                        | Indonesia              | Bandera de Indonesia              | 0 – 3     | Bandera de Tailandia              | Tailandia              |
| 10 de septiembre de 2019 | Kuala Lumpur                   | Malasia                | Bandera de Malasia                | 1 – 2     | Bandera de Emiratos Árabes Unidos | Emiratos Árabes Unidos |
| 10 de octubre de 2019 | Hanói                          | Vietnam                | Bandera de Vietnam                | 1 – 0     | Bandera de Malasia                | Malasia                |
| 10 de octubre de 2019 | Dubái                          | Emiratos Árabes Unidos | Bandera de Emiratos Árabes Unidos | 5 – 0     | Bandera de Indonesia              | Indonesia              |
| 15 de octubre de 2019 | Bangkok                        | Tailandia              | Bandera de Tailandia              | 2 – 1     | Bandera de Emiratos Árabes Unidos | Emiratos Árabes Unidos |
| 15 de octubre de 2019 | Gyanar, Isla de Bali           | Indonesia              | Bandera de Indonesia              | 1 – 3     | Bandera de Vietnam                | Vietnam                |
| 14 de noviembre de 2019 | Kuala Lumpur                   | Malasia                | Bandera de Malasia                | 2 – 1     | Bandera de Tailandia              | Tailandia              |
| 14 de noviembre de 2019 | Hanói                          | Vietnam                | Bandera de Vietnam                | 1 – 0     | Bandera de Emiratos Árabes Unidos | Emiratos Árabes Unidos |
| 19 de noviembre de 2019 | Kuala Lumpur                   | Malasia                | Bandera de Malasia                | 2 – 0     | Bandera de Indonesia              | Indonesia              |
| 19 de noviembre de 2019 | Hanói                          | Vietnam                | Bandera de Vietnam                | 0 – 0     | Bandera de Tailandia              | Tailandia              |
| 3 de junio de 2021 | Dubái (Emiratos Árabes Unidos) | Tailandia              | Bandera de Tailandia              | 2 – 2     | Bandera de Indonesia              | Indonesia              |
| 3 de junio de 2021 | Dubái (Emiratos Árabes Unidos) | Emiratos Árabes Unidos | Bandera de Emiratos Árabes Unidos | 4 – 0     | Bandera de Malasia                | Malasia                |
| 7 de junio de 2021 | Dubái (Emiratos Árabes Unidos) | Emiratos Árabes Unidos | Bandera de Emiratos Árabes Unidos | 3 – 1     | Bandera de Tailandia              | Tailandia              |
| 7 de junio de 2021 | Dubái (Emiratos Árabes Unidos) | Vietnam                | Bandera de Vietnam                | 4 – 0     | Bandera de Indonesia              | Indonesia              |
| 11 de junio de 2021 | Dubái (Emiratos Árabes Unidos) | Indonesia              | Bandera de Indonesia              | 0 – 5     | Bandera de Emiratos Árabes Unidos | Emiratos Árabes Unidos |
| 11 de junio de 2021 | Dubái (Emiratos Árabes Unidos) | Malasia                | Bandera de Malasia                | 1 – 2     | Bandera de Vietnam                | Vietnam                |
| 15 de junio de 2021 | Dubái (Emiratos Árabes Unidos) | Emiratos Árabes Unidos | Bandera de Emiratos Árabes Unidos | 3 – 2     | Bandera de Vietnam                | Vietnam                |
| 15 de junio de 2021 | Dubái (Emiratos Árabes Unidos) | Tailandia              | Bandera de Tailandia              | 0 – 1     | Bandera de Malasia                | Malasia                |

### Grupo H
| Pos. | Equipo          | Pts. | PJ | G | E | P | GF | GC | Dif. |  |       | Bandera de Corea del Sur | Bandera de Líbano | Bandera de Turkmenistán | Bandera de Sri Lanka | Bandera de Corea del Norte |
| ---- | --------------- | ---- | -- | - | - | - | -- | -- | ---- |  | ----- | ------------------------ | ----------------- | ----------------------- | -------------------- | -------------------------- |
| 1    | Corea del Sur   | 16   | 6  | 5 | 1 | 0 | 22 | 1  | +21  |  |       | —                        | 2 – 1             | 5 – 0                   | 8 – 0                | —                          |
| 2    | Líbano          | 10   | 6  | 3 | 1 | 2 | 11 | 8  | +3   |  | 0 – 0 | —                        | 2 – 1             | 3 – 2                   | —                    |                            |
| 3    | Turkmenistán    | 9    | 6  | 3 | 0 | 3 | 8  | 11 | −3   |  |       | 0 – 2                    | 3 – 2             | —                       | 2 – 0                | —                          |
| 4    | Sri Lanka       | 0    | 6  | 0 | 0 | 6 | 2  | 23 | −21  |  | 0 – 5 | 0 – 3                    | 0 – 2             | —                       | —                    |                            |
| 5    | Corea del Norte | 0    | 0  | 0 | 0 | 0 | 0  | 0  | 0    |  |       | —                        | —                 | —                       | —                    | —                          |

 Fuente: AFC
Notas:
1. ↑  La Asociación de Fútbol de Corea del Norte anunció su retiro el 3 de mayo de 2021.[6]

| \| Fecha \| Lugar \| Local \| \| Resultado \| \| Visitante \| \| ------------------------ \| ---------------------------- \| --------------- \| \| --------- \| \| --------------- \| \| 5 de septiembre de 2019 \| Pionyang \| Corea del Norte \| \| 2 – 0 \| \| Líbano \| \| 5 de septiembre de 2019 \| Colombo \| Sri Lanka \| \| 0 – 2 \| \| Turkmenistán \| \| 10 de septiembre de 2019 \| Colombo \| Sri Lanka \| \| 0 – 1 \| \| Corea del Norte \| \| 10 de septiembre de 2019 \| Asjabad \| Turkmenistán \| \| 0 – 2 \| \| Corea del Sur \| \| 10 de octubre de 2019 \| Hwaseong \| Corea del Sur \| \| 8 – 0 \| \| Sri Lanka \| \| 10 de octubre de 2019 \| Beirut \| Líbano \| \| 2 – 1 \| \| Turkmenistán \| \| 15 de octubre de 2019 \| Pionyang \| Corea del Norte \| \| 0 – 0 \| \| Corea del Sur \| \| 15 de octubre de 2019 \| Colombo \| Sri Lanka \| \| 0 – 3 \| \| Líbano \| \| 14 de noviembre de 2019 \| Asjabad \| Turkmenistán \| \| 3 – 1 \| \| Corea del Norte \| \| 14 de noviembre de 2019 \| Beirut \| Líbano \| \| 0 – 0 \| \| Corea del Sur \| \| 19 de noviembre de 2019 \| Asjabad \| Turkmenistán \| \| 2 – 0 \| \| Sri Lanka \| \| 19 de noviembre de 2019 \| Beirut \| Líbano \| \| 0 – 0 \| \| Corea del Norte \| \| Cancelado \| \| Corea del Norte \| \| – \| \| Sri Lanka \| \| 5 de junio de 2021 \| Goyang (Corea del Sur)[n. 3] \| Corea del Sur \| \| 5 – 0 \| \| Turkmenistán \| \| 5 de junio de 2021 \| Goyang (Corea del Sur)[n. 3] \| Líbano \| \| 3 – 2 \| \| Sri Lanka \| \| Cancelado \| \| Corea del Sur \| \| – \| \| Corea del Norte \| \| 9 de junio de 2021 \| Goyang (Corea del Sur)[n. 3] \| Turkmenistán \| \| 3 – 2 \| \| Líbano \| \| 9 de junio de 2021 \| Goyang (Corea del Sur)[n. 3] \| Sri Lanka \| \| 0 – 5 \| \| Corea del Sur \| \| Cancelado \| \| Corea del Norte \| \| – \| \| Turkmenistán \| \| 13 de junio de 2021 \| Goyang (Corea del Sur)[n. 3] \| Corea del Sur \| \| 2 – 1 \| \| Líbano \| |                        |                 |                            |           |                            |                 |
| Fecha | Lugar                  | Local           |                            | Resultado |                            | Visitante       |
| 5 de septiembre de 2019 | Pionyang               | Corea del Norte | Bandera de Corea del Norte | 2 – 0     | Bandera de Líbano          | Líbano          |
| 5 de septiembre de 2019 | Colombo                | Sri Lanka       | Bandera de Sri Lanka       | 0 – 2     | Bandera de Turkmenistán    | Turkmenistán    |
| 10 de septiembre de 2019 | Colombo                | Sri Lanka       | Bandera de Sri Lanka       | 0 – 1     | Bandera de Corea del Norte | Corea del Norte |
| 10 de septiembre de 2019 | Asjabad                | Turkmenistán    | Bandera de Turkmenistán    | 0 – 2     | Bandera de Corea del Sur   | Corea del Sur   |
| 10 de octubre de 2019 | Hwaseong               | Corea del Sur   | Bandera de Corea del Sur   | 8 – 0     | Bandera de Sri Lanka       | Sri Lanka       |
| 10 de octubre de 2019 | Beirut                 | Líbano          | Bandera de Líbano          | 2 – 1     | Bandera de Turkmenistán    | Turkmenistán    |
| 15 de octubre de 2019 | Pionyang               | Corea del Norte | Bandera de Corea del Norte | 0 – 0     | Bandera de Corea del Sur   | Corea del Sur   |
| 15 de octubre de 2019 | Colombo                | Sri Lanka       | Bandera de Sri Lanka       | 0 – 3     | Bandera de Líbano          | Líbano          |
| 14 de noviembre de 2019 | Asjabad                | Turkmenistán    | Bandera de Turkmenistán    | 3 – 1     | Bandera de Corea del Norte | Corea del Norte |
| 14 de noviembre de 2019 | Beirut                 | Líbano          | Bandera de Líbano          | 0 – 0     | Bandera de Corea del Sur   | Corea del Sur   |
| 19 de noviembre de 2019 | Asjabad                | Turkmenistán    | Bandera de Turkmenistán    | 2 – 0     | Bandera de Sri Lanka       | Sri Lanka       |
| 19 de noviembre de 2019 | Beirut                 | Líbano          | Bandera de Líbano          | 0 – 0     | Bandera de Corea del Norte | Corea del Norte |
| Cancelado |                        | Corea del Norte | Bandera de Corea del Norte | –         | Bandera de Sri Lanka       | Sri Lanka       |
| 5 de junio de 2021 | Goyang (Corea del Sur) | Corea del Sur   | Bandera de Corea del Sur   | 5 – 0     | Bandera de Turkmenistán    | Turkmenistán    |
| 5 de junio de 2021 | Goyang (Corea del Sur) | Líbano          | Bandera de Líbano          | 3 – 2     | Bandera de Sri Lanka       | Sri Lanka       |
| Cancelado |                        | Corea del Sur   | Bandera de Corea del Sur   | –         | Bandera de Corea del Norte | Corea del Norte |
| 9 de junio de 2021 | Goyang (Corea del Sur) | Turkmenistán    | Bandera de Turkmenistán    | 3 – 2     | Bandera de Líbano          | Líbano          |
| 9 de junio de 2021 | Goyang (Corea del Sur) | Sri Lanka       | Bandera de Sri Lanka       | 0 – 5     | Bandera de Corea del Sur   | Corea del Sur   |
| Cancelado |                        | Corea del Norte | Bandera de Corea del Norte | –         | Bandera de Turkmenistán    | Turkmenistán    |
| 13 de junio de 2021 | Goyang (Corea del Sur) | Corea del Sur   | Bandera de Corea del Sur   | 2 – 1     | Bandera de Líbano          | Líbano          |

### Clasificación de los segundos y quintos lugares
El Grupo H contuvo solo cuatro equipos en comparación con cinco equipos en todos los demás grupos después de que Corea del Norte se retiró de la competencia. Por lo tanto, los resultados contra el equipo en quinto lugar no se tomaron en cuenta al determinar la clasificación de los equipos subcampeones. Para el caso de los quintos lugares no fue necesario eliminar dicho resultado debido a la composición de cuatro equipos del Grupo H.
Para definir a los cinco mejores segundos y los tres mejores quintos se elaboraron dos tablas, una con los segundos lugares de cada grupo y la otra con los quintos lugares, estos equipos son ordenados bajo los siguientes criterios:
- Puntos obtenidos.
- Mejor diferencia de goles.
- Mayor cantidad de goles marcados.
- Un partido definitorio entre los equipos en cuestión.

| Pos. | Grp. | Equipo     | Pts. | PJ | G | E | P | GF | GC | Dif. | Clasificación      |
| ---- | ---- | ---------- | ---- | -- | - | - | - | -- | -- | ---- | ------------------ |
| 1    | A    | China      | 13   | 6  | 4 | 1 | 1 | 16 | 3  | +13  | Copa Asiática 2023 |
| 2    | E    | Omán       | 12   | 6  | 4 | 0 | 2 | 9  | 5  | +4   | Copa Asiática 2023 |
| 3    | C    | Irak       | 11   | 6  | 3 | 2 | 1 | 6  | 3  | +3   | Copa Asiática 2023 |
| 4    | G    | Vietnam    | 11   | 6  | 3 | 2 | 1 | 6  | 4  | +2   | Copa Asiática 2023 |
| 5    | H    | Líbano     | 10   | 6  | 3 | 1 | 2 | 11 | 8  | +3   | Copa Asiática 2023 |
| 6    | F    | Tayikistán | 10   | 6  | 3 | 1 | 2 | 7  | 8  | −1   | Tercera ronda      |
| 7    | D    | Uzbekistán | 9    | 6  | 3 | 0 | 3 | 12 | 9  | +3   | Tercera ronda      |
| 8    | B    | Kuwait     | 8    | 6  | 2 | 2 | 2 | 8  | 6  | +2   | Tercera ronda      |

 Fuente: AFC
Criterios de clasificación: 1) Puntos; 2) Diferencia de gol; 3) Goles anotados; 4) Partido de desempate.
Notas:
1. ↑  Catar ganó el Grupo E, por tanto clasificó a la Copa Asiática 2023 solamente. El quinto mejor segundo ocupó el lugar de Catar en la tercera ronda de la clasificación para la Copa Mundial y también avanzó a la Copa Asiática.

| Pos. | Grp. | Equipo       | Pts. | PJ | G | E | P | GF | GC | Dif. | Clasificación     |
| ---- | ---- | ------------ | ---- | -- | - | - | - | -- | -- | ---- | ----------------- |
| 1    | F    | Birmania     | 6    | 8  | 2 | 0 | 6 | 6  | 35 | −29  | Tercera ronda     |
| 2    | D    | Yemen        | 5    | 8  | 1 | 2 | 5 | 6  | 18 | −12  | Tercera ronda     |
| 3    | E    | Bangladés    | 2    | 8  | 0 | 2 | 6 | 3  | 19 | −16  | Tercera ronda     |
| 4    | G    | Indonesia    | 1    | 8  | 0 | 1 | 7 | 5  | 27 | −22  | Ronda de play-off |
| 5    | C    | Camboya      | 1    | 8  | 0 | 1 | 7 | 2  | 44 | −42  | Ronda de play-off |
| 6    | B    | China Taipéi | 0    | 8  | 0 | 0 | 8 | 4  | 34 | −30  | Ronda de play-off |
| 7    | A    | Guam         | 0    | 8  | 0 | 0 | 8 | 2  | 32 | −30  | Ronda de play-off |

 Fuente: AFC
Criterios de clasificación: 1) Puntos; 2) Diferencia de gol; 3) Goles anotados; 4) Partido de desempate.

## Ronda de play-off
Un total de dos cupos para la tercera ronda estuvieron disponibles de esta ronda.
Los partidos de ida se jugaron el 7 y 9 de octubre y los de vuelta el 11 y 12 de octubre de 2021.

| Equipo 1  | Agr. | Equipo 2     | Ida | Vuelta |
| --------- | ---- | ------------ | --- | ------ |
| Guam      | 1–3  | Camboya      | 0–1 | 1–2    |
| Indonesia | 5–1  | China Taipéi | 2–1 | 3–0    |

## Tercera ronda
Un total de 24 equipos compitieron en la tercera ronda de las eliminatorias de la Copa Asiática de la AFC. Dado que los anfitriones de 2023, China, avanzaron a la tercera ronda de clasificación para la Copa Mundial de la FIFA 2022, el espacio automático para los anfitriones no fue necesario, y un total de 11 plazas para la Copa Asiática estuvieron disponibles en esta ronda.
     – Clasificados a la Copa Asiática 2023.

### Grupo A
| Pos. | Equipo    | Pts. | PJ | G | E | P | GF | GC | Dif. |  |       | Bandera de Jordania | Bandera de Indonesia | Bandera de Kuwait | Bandera de Nepal |
| ---- | --------- | ---- | -- | - | - | - | -- | -- | ---- |  | ----- | ------------------- | -------------------- | ----------------- | ---------------- |
| 1    | Jordania  | 9    | 3  | 3 | 0 | 0 | 6  | 0  | +6   |  |       | —                   | —                    | 3 – 0             | 2 – 0            |
| 2    | Indonesia | 6    | 3  | 2 | 0 | 1 | 9  | 2  | +7   |  | 0 – 1 | —                   | —                    | 7 – 0             |                  |
| 3    | Kuwait    | 3    | 3  | 1 | 0 | 2 | 5  | 6  | −1   |  |       | —                   | 1 – 2                | —                 | —                |
| 4    | Nepal     | 0    | 3  | 0 | 0 | 3 | 1  | 13 | −12  |  | —     | —                   | 1 – 4                | —                 |                  |

 Fuente: AFC
| \| Fecha \| Lugar \| Local \| \| Resultado \| \| Visitante \| \| ------------------- \| --------------- \| --------- \| \| --------- \| \| --------- \| \| 8 de junio de 2022 \| Kuwait (Kuwait) \| Kuwait \| \| 1 – 2 \| \| Indonesia \| \| 8 de junio de 2022 \| Kuwait (Kuwait) \| Jordania \| \| 2 – 0 \| \| Nepal \| \| 11 de junio de 2022 \| Kuwait (Kuwait) \| Nepal \| \| 1 – 4 \| \| Kuwait \| \| 11 de junio de 2022 \| Kuwait (Kuwait) \| Indonesia \| \| 0 – 1 \| \| Jordania \| \| 14 de junio de 2022 \| Kuwait (Kuwait) \| Jordania \| \| 3 – 0 \| \| Kuwait \| \| 14 de junio de 2022 \| Kuwait (Kuwait) \| Indonesia \| \| 7 – 0 \| \| Nepal \| |                 |           |                      |           |                      |           |
| Fecha | Lugar           | Local     |                      | Resultado |                      | Visitante |
| 8 de junio de 2022 | Kuwait (Kuwait) | Kuwait    | Bandera de Kuwait    | 1 – 2     | Bandera de Indonesia | Indonesia |
| 8 de junio de 2022 | Kuwait (Kuwait) | Jordania  | Bandera de Jordania  | 2 – 0     | Bandera de Nepal     | Nepal     |
| 11 de junio de 2022 | Kuwait (Kuwait) | Nepal     | Bandera de Nepal     | 1 – 4     | Bandera de Kuwait    | Kuwait    |
| 11 de junio de 2022 | Kuwait (Kuwait) | Indonesia | Bandera de Indonesia | 0 – 1     | Bandera de Jordania  | Jordania  |
| 14 de junio de 2022 | Kuwait (Kuwait) | Jordania  | Bandera de Jordania  | 3 – 0     | Bandera de Kuwait    | Kuwait    |
| 14 de junio de 2022 | Kuwait (Kuwait) | Indonesia | Bandera de Indonesia | 7 – 0     | Bandera de Nepal     | Nepal     |

### Grupo B
| Pos. | Equipo    | Pts. | PJ | G | E | P | GF | GC | Dif. |  |       | Bandera de Palestina | Bandera de Filipinas | Bandera de Mongolia | Bandera de Yemen |
| ---- | --------- | ---- | -- | - | - | - | -- | -- | ---- |  | ----- | -------------------- | -------------------- | ------------------- | ---------------- |
| 1    | Palestina | 9    | 3  | 3 | 0 | 0 | 10 | 0  | +10  |  |       | —                    | 4 – 0                | 1 – 0               | —                |
| 2    | Filipinas | 4    | 3  | 1 | 1 | 1 | 1  | 4  | −3   |  |       | —                    | —                    | —                   | 0 – 0            |
| 3    | Mongolia  | 3    | 3  | 1 | 0 | 2 | 2  | 2  | 0    |  | —     | 0 – 1                | —                    | —                   |                  |
| 4    | Yemen     | 1    | 3  | 0 | 1 | 2 | 0  | 7  | −7   |  | 0 – 5 | —                    | 0 – 2                | —                   |                  |

 Fuente: AFC
| \| Fecha \| Lugar \| Local \| \| Resultado \| \| Visitante \| \| ------------------- \| --------------------- \| --------- \| \| --------- \| \| --------- \| \| 8 de junio de 2022 \| Ulán Bator (Mongolia) \| Filipinas \| \| 0 – 0 \| \| Yemen \| \| 8 de junio de 2022 \| Ulán Bator (Mongolia) \| Palestina \| \| 1 – 0 \| \| Mongolia \| \| 11 de junio de 2022 \| Ulán Bator (Mongolia) \| Mongolia \| \| 0 – 1 \| \| Filipinas \| \| 11 de junio de 2022 \| Ulán Bator (Mongolia) \| Yemen \| \| 0 – 5 \| \| Palestina \| \| 14 de junio de 2022 \| Ulán Bator (Mongolia) \| Palestina \| \| 4 – 0 \| \| Filipinas \| \| 14 de junio de 2022 \| Ulán Bator (Mongolia) \| Yemen \| \| 0 – 2 \| \| Mongolia \| |                       |           |                      |           |                      |           |
| Fecha | Lugar                 | Local     |                      | Resultado |                      | Visitante |
| 8 de junio de 2022 | Ulán Bator (Mongolia) | Filipinas | Bandera de Filipinas | 0 – 0     | Bandera de Yemen     | Yemen     |
| 8 de junio de 2022 | Ulán Bator (Mongolia) | Palestina | Bandera de Palestina | 1 – 0     | Bandera de Mongolia  | Mongolia  |
| 11 de junio de 2022 | Ulán Bator (Mongolia) | Mongolia  | Bandera de Mongolia  | 0 – 1     | Bandera de Filipinas | Filipinas |
| 11 de junio de 2022 | Ulán Bator (Mongolia) | Yemen     | Bandera de Yemen     | 0 – 5     | Bandera de Palestina | Palestina |
| 14 de junio de 2022 | Ulán Bator (Mongolia) | Palestina | Bandera de Palestina | 4 – 0     | Bandera de Filipinas | Filipinas |
| 14 de junio de 2022 | Ulán Bator (Mongolia) | Yemen     | Bandera de Yemen     | 0 – 2     | Bandera de Mongolia  | Mongolia  |

### Grupo C
| Pos. | Equipo     | Pts. | PJ | G | E | P | GF | GC | Dif. |  |   | Bandera de Uzbekistán | Bandera de Tailandia | Bandera de las Maldivas | Bandera de Sri Lanka |
| ---- | ---------- | ---- | -- | - | - | - | -- | -- | ---- |  | - | --------------------- | -------------------- | ----------------------- | -------------------- |
| 1    | Uzbekistán | 9    | 3  | 3 | 0 | 0 | 9  | 0  | +9   |  |   | —                     | 2 – 0                | —                       | 3 – 0                |
| 2    | Tailandia  | 6    | 3  | 2 | 0 | 1 | 5  | 2  | +3   |  | — | —                     | 3 – 0                | —                       |                      |
| 3    | Maldivas   | 3    | 3  | 1 | 0 | 2 | 1  | 7  | −6   |  |   | 0 – 4                 | —                    | —                       | 1 – 0                |
| 4    | Sri Lanka  | 0    | 3  | 0 | 0 | 3 | 0  | 6  | −6   |  | — | 0 – 2                 | —                    | —                       |                      |

 Fuente: AFC
| \| Fecha \| Lugar \| Local \| \| Resultado \| \| Visitante \| \| ------------------- \| --------------------- \| ---------- \| \| --------- \| \| ---------- \| \| 8 de junio de 2022 \| Namangán (Uzbekistán) \| Tailandia \| \| 3 – 0 \| \| Maldivas \| \| 8 de junio de 2022 \| Namangán (Uzbekistán) \| Uzbekistán \| \| 3 – 0 \| \| Sri Lanka \| \| 11 de junio de 2022 \| Namangán (Uzbekistán) \| Sri Lanka \| \| 0 – 2 \| \| Tailandia \| \| 11 de junio de 2022 \| Namangán (Uzbekistán) \| Maldivas \| \| 0 – 4 \| \| Uzbekistán \| \| 14 de junio de 2022 \| Namangán (Uzbekistán) \| Maldivas \| \| 1 – 0 \| \| Sri Lanka \| \| 14 de junio de 2022 \| Namangán (Uzbekistán) \| Uzbekistán \| \| 2 – 0 \| \| Tailandia \| |                       |            |                         |           |                         |            |
| Fecha | Lugar                 | Local      |                         | Resultado |                         | Visitante  |
| 8 de junio de 2022 | Namangán (Uzbekistán) | Tailandia  | Bandera de Tailandia    | 3 – 0     | Bandera de las Maldivas | Maldivas   |
| 8 de junio de 2022 | Namangán (Uzbekistán) | Uzbekistán | Bandera de Uzbekistán   | 3 – 0     | Bandera de Sri Lanka    | Sri Lanka  |
| 11 de junio de 2022 | Namangán (Uzbekistán) | Sri Lanka  | Bandera de Sri Lanka    | 0 – 2     | Bandera de Tailandia    | Tailandia  |
| 11 de junio de 2022 | Namangán (Uzbekistán) | Maldivas   | Bandera de las Maldivas | 0 – 4     | Bandera de Uzbekistán   | Uzbekistán |
| 14 de junio de 2022 | Namangán (Uzbekistán) | Maldivas   | Bandera de las Maldivas | 1 – 0     | Bandera de Sri Lanka    | Sri Lanka  |
| 14 de junio de 2022 | Namangán (Uzbekistán) | Uzbekistán | Bandera de Uzbekistán   | 2 – 0     | Bandera de Tailandia    | Tailandia  |

### Grupo D
| Pos. | Equipo     | Pts. | PJ | G | E | P | GF | GC | Dif. |  |   | Bandera de la India | Bandera de Hong Kong | Bandera de Afganistán | Bandera de Camboya |
| ---- | ---------- | ---- | -- | - | - | - | -- | -- | ---- |  | - | ------------------- | -------------------- | --------------------- | ------------------ |
| 1    | India      | 9    | 3  | 3 | 0 | 0 | 8  | 1  | +7   |  |   | —                   | 4 – 0                | —                     | 2 – 0              |
| 2    | Hong Kong  | 6    | 3  | 2 | 0 | 1 | 5  | 5  | 0    |  | — | —                   | 2 – 1                | —                     |                    |
| 3    | Afganistán | 1    | 3  | 0 | 1 | 2 | 4  | 6  | −2   |  |   | 1 – 2               | —                    | —                     | 2 – 2              |
| 4    | Camboya    | 1    | 3  | 0 | 1 | 2 | 2  | 7  | −5   |  | — | 0 – 3               | —                    | —                     |                    |

 Fuente: AFC
| \| Fecha \| Lugar \| Local \| \| Resultado \| \| Visitante \| \| ------------------- \| --------------- \| ---------- \| \| --------- \| \| ---------- \| \| 8 de junio de 2022 \| Calcuta (India) \| Hong Kong \| \| 2 – 1 \| \| Afganistán \| \| 8 de junio de 2022 \| Calcuta (India) \| India \| \| 2 – 0 \| \| Camboya \| \| 11 de junio de 2022 \| Calcuta (India) \| Camboya \| \| 0 – 3 \| \| Hong Kong \| \| 11 de junio de 2022 \| Calcuta (India) \| Afganistán \| \| 1 – 2 \| \| India \| \| 14 de junio de 2022 \| Calcuta (India) \| Afganistán \| \| 2 – 2 \| \| Camboya \| \| 14 de junio de 2022 \| Calcuta (India) \| India \| \| 4 – 0 \| \| Hong Kong \| |                 |            |                       |           |                       |            |
| Fecha | Lugar           | Local      |                       | Resultado |                       | Visitante  |
| 8 de junio de 2022 | Calcuta (India) | Hong Kong  | Bandera de Hong Kong  | 2 – 1     | Bandera de Afganistán | Afganistán |
| 8 de junio de 2022 | Calcuta (India) | India      | Bandera de la India   | 2 – 0     | Bandera de Camboya    | Camboya    |
| 11 de junio de 2022 | Calcuta (India) | Camboya    | Bandera de Camboya    | 0 – 3     | Bandera de Hong Kong  | Hong Kong  |
| 11 de junio de 2022 | Calcuta (India) | Afganistán | Bandera de Afganistán | 1 – 2     | Bandera de la India   | India      |
| 14 de junio de 2022 | Calcuta (India) | Afganistán | Bandera de Afganistán | 2 – 2     | Bandera de Camboya    | Camboya    |
| 14 de junio de 2022 | Calcuta (India) | India      | Bandera de la India   | 4 – 0     | Bandera de Hong Kong  | Hong Kong  |

### Grupo E
| Pos. | Equipo       | Pts. | PJ | G | E | P | GF | GC | Dif. |  |       | Bandera de Baréin | Bandera de Malasia | Bandera de Turkmenistán | Bandera de Bangladés |
| ---- | ------------ | ---- | -- | - | - | - | -- | -- | ---- |  | ----- | ----------------- | ------------------ | ----------------------- | -------------------- |
| 1    | Baréin       | 9    | 3  | 3 | 0 | 0 | 5  | 1  | +4   |  |       | —                 | —                  | 1 – 0                   | 2 – 0                |
| 2    | Malasia      | 6    | 3  | 2 | 0 | 1 | 8  | 4  | +4   |  | 1 – 2 | —                 | —                  | 4 – 1                   |                      |
| 3    | Turkmenistán | 3    | 3  | 1 | 0 | 2 | 3  | 5  | −2   |  |       | —                 | 1 – 3              | —                       | —                    |
| 4    | Bangladés    | 0    | 3  | 0 | 0 | 3 | 2  | 8  | −6   |  | —     | —                 | 1 – 2              | —                       |                      |

 Fuente: AFC
| \| Fecha \| Lugar \| Local \| \| Resultado \| \| Visitante \| \| ------------------- \| ---------------------- \| ------------ \| \| --------- \| \| ------------ \| \| 8 de junio de 2022 \| Kuala Lumpur (Malasia) \| Baréin \| \| 2 – 0 \| \| Bangladés \| \| 8 de junio de 2022 \| Kuala Lumpur (Malasia) \| Turkmenistán \| \| 1 – 3 \| \| Malasia \| \| 11 de junio de 2022 \| Kuala Lumpur (Malasia) \| Bangladés \| \| 1 – 2 \| \| Turkmenistán \| \| 11 de junio de 2022 \| Kuala Lumpur (Malasia) \| Malasia \| \| 1 – 2 \| \| Baréin \| \| 14 de junio de 2022 \| Kuala Lumpur (Malasia) \| Baréin \| \| 1 – 0 \| \| Turkmenistán \| \| 14 de junio de 2022 \| Kuala Lumpur (Malasia) \| Malasia \| \| 4 – 1 \| \| Bangladés \| |                        |              |                         |           |                         |              |
| Fecha | Lugar                  | Local        |                         | Resultado |                         | Visitante    |
| 8 de junio de 2022 | Kuala Lumpur (Malasia) | Baréin       | Bandera de Baréin       | 2 – 0     | Bandera de Bangladés    | Bangladés    |
| 8 de junio de 2022 | Kuala Lumpur (Malasia) | Turkmenistán | Bandera de Turkmenistán | 1 – 3     | Bandera de Malasia      | Malasia      |
| 11 de junio de 2022 | Kuala Lumpur (Malasia) | Bangladés    | Bandera de Bangladés    | 1 – 2     | Bandera de Turkmenistán | Turkmenistán |
| 11 de junio de 2022 | Kuala Lumpur (Malasia) | Malasia      | Bandera de Malasia      | 1 – 2     | Bandera de Baréin       | Baréin       |
| 14 de junio de 2022 | Kuala Lumpur (Malasia) | Baréin       | Bandera de Baréin       | 1 – 0     | Bandera de Turkmenistán | Turkmenistán |
| 14 de junio de 2022 | Kuala Lumpur (Malasia) | Malasia      | Bandera de Malasia      | 4 – 1     | Bandera de Bangladés    | Bangladés    |

### Grupo F
| Pos. | Equipo     | Pts. | PJ | G | E | P | GF | GC | Dif. |  |       | Bandera de Tayikistán | Bandera de Kirguistán | Bandera de Singapur | Bandera de Birmania |
| ---- | ---------- | ---- | -- | - | - | - | -- | -- | ---- |  | ----- | --------------------- | --------------------- | ------------------- | ------------------- |
| 1    | Tayikistán | 7    | 3  | 2 | 1 | 0 | 5  | 0  | +5   |  |       | —                     | —                     | —                   | 4 – 0               |
| 2    | Kirguistán | 7    | 3  | 2 | 1 | 0 | 4  | 1  | +3   |  | 0 – 0 | —                     | 2 – 1                 | —                   |                     |
| 3    | Singapur   | 3    | 3  | 1 | 0 | 2 | 7  | 5  | +2   |  |       | 0 – 1                 | —                     | —                   | —                   |
| 4    | Birmania   | 0    | 3  | 0 | 0 | 3 | 2  | 12 | −10  |  | —     | 0 – 2                 | 2 – 6                 | —                   |                     |

 Fuente: AFC
| \| Fecha \| Lugar \| Local \| \| Resultado \| \| Visitante \| \| ------------------- \| ------------------- \| ---------- \| \| --------- \| \| ---------- \| \| 8 de junio de 2022 \| Biskek (Kirguistán) \| Tayikistán \| \| 4 – 0 \| \| Birmania \| \| 8 de junio de 2022 \| Biskek (Kirguistán) \| Kirguistán \| \| 2 – 1 \| \| Singapur \| \| 11 de junio de 2022 \| Biskek (Kirguistán) \| Singapur \| \| 0 – 1 \| \| Tayikistán \| \| 11 de junio de 2022 \| Biskek (Kirguistán) \| Birmania \| \| 0 – 2 \| \| Kirguistán \| \| 14 de junio de 2022 \| Biskek (Kirguistán) \| Birmania \| \| 2 – 6 \| \| Singapur \| \| 14 de junio de 2022 \| Biskek (Kirguistán) \| Kirguistán \| \| 0 – 0 \| \| Tayikistán \| |                     |            |                       |           |                       |            |
| Fecha | Lugar               | Local      |                       | Resultado |                       | Visitante  |
| 8 de junio de 2022 | Biskek (Kirguistán) | Tayikistán | Bandera de Tayikistán | 4 – 0     | Bandera de Birmania   | Birmania   |
| 8 de junio de 2022 | Biskek (Kirguistán) | Kirguistán | Bandera de Kirguistán | 2 – 1     | Bandera de Singapur   | Singapur   |
| 11 de junio de 2022 | Biskek (Kirguistán) | Singapur   | Bandera de Singapur   | 0 – 1     | Bandera de Tayikistán | Tayikistán |
| 11 de junio de 2022 | Biskek (Kirguistán) | Birmania   | Bandera de Birmania   | 0 – 2     | Bandera de Kirguistán | Kirguistán |
| 14 de junio de 2022 | Biskek (Kirguistán) | Birmania   | Bandera de Birmania   | 2 – 6     | Bandera de Singapur   | Singapur   |
| 14 de junio de 2022 | Biskek (Kirguistán) | Kirguistán | Bandera de Kirguistán | 0 – 0     | Bandera de Tayikistán | Tayikistán |

### Mejores segundos
| Pos. | Grp. | Equipo     | Pts. | PJ | G | E | P | GF | GC | Dif. | Clasificación      |
| ---- | ---- | ---------- | ---- | -- | - | - | - | -- | -- | ---- | ------------------ |
| 1    | F    | Kirguistán | 7    | 3  | 2 | 1 | 0 | 4  | 1  | +3   | Copa Asiática 2023 |
| 2    | A    | Indonesia  | 6    | 3  | 2 | 0 | 1 | 9  | 2  | +7   | Copa Asiática 2023 |
| 3    | E    | Malasia    | 6    | 3  | 2 | 0 | 1 | 8  | 4  | +4   | Copa Asiática 2023 |
| 4    | C    | Tailandia  | 6    | 3  | 2 | 0 | 1 | 5  | 2  | +3   | Copa Asiática 2023 |
| 5    | D    | Hong Kong  | 6    | 3  | 2 | 0 | 1 | 5  | 5  | 0    | Copa Asiática 2023 |
| 6    | B    | Filipinas  | 4    | 3  | 1 | 1 | 1 | 1  | 4  | −3   |                    |

 Fuente: AFC
Criterios de clasificación: 1) Puntos; 2) Diferencia de gol; 3) Goles anotados; 4) Puntos disciplinarios; 5) Sorteo.

## Clasificados
| Bandera de Siria | Bandera de la República Popular China | Bandera de Australia | Bandera de Irán  |
| Siria            | China                                 | Australia            | Irán             |
| 1.° Grupo A (SR) | 2.° Grupo A (SR)                      | 1.° Grupo B (SR)     | 1.° Grupo C (SR) |

| Bandera de Irak  | Bandera de Arabia Saudita | Bandera de Catar | Bandera de Omán  |
| Irak             | Arabia Saudita            | Catar            | Omán             |
| 2.° Grupo C (SR) | 1.° Grupo D (SR)          | 1.° Grupo E (SR) | 2.° Grupo E (SR) |

| Bandera de Japón | Bandera de Emiratos Árabes Unidos | Bandera de Vietnam | Bandera de Corea del Sur |
| Japón            | Emiratos Árabes Unidos            | Vietnam            | Corea del Sur            |
| 1.° Grupo F (SR) | 1.° Grupo G (SR)                  | 2.° Grupo G (SR)   | 1.° Grupo H (SR)         |

| Bandera de Líbano | Bandera de Jordania | Bandera de Indonesia | Bandera de Palestina |
| Líbano            | Jordania            | Indonesia            | Palestina            |
| 2.° Grupo H (SR)  | 1.° Grupo A (TR)    | 2.° Grupo A (TR)     | 1.° Grupo B (TR)     |

| Bandera de Uzbekistán | Bandera de Tailandia | Bandera de la India | Bandera de Hong Kong |
| Uzbekistán            | Tailandia            | India               | Hong Kong            |
| 1.° Grupo C (TR)      | 2.° Grupo C (TR)     | 1.° Grupo D (TR)    | 2.° Grupo D (TR)     |

| Bandera de Baréin | Bandera de Malasia | Bandera de Tayikistán | Bandera de Kirguistán |
| 1.° Grupo E (TR)  | 2.° Grupo E (TR)   | 1.° Grupo F (TR)      | 2.° Grupo F (TR)      |
| Baréin            | Malasia            | Tayikistán            | Kirguistán            |